# ویوالدو سمدو
ویوالدو سمدو (انگلیسی: Vivaldo Semedo؛ زادهٔ ۲۸ ژانویهٔ ۲۰۰۵) بازیکن فوتبال است.
وی همچنین در تیم‌های ملی فوتبال زیر ۱۷ سال پرتغال و زیر ۱۸ سال پرتغال بازی کرده‌است.